# Giulio Pierangeli
Giulio Pierangeli (Città di Castello, 1884 – Città di Castello, 1952) è stato un avvocato e politico italiano.

## Biografia
Figlio di un operaio, fin da giovanissimo aderì al Partito Socialista Italiano, dando il suo contributo al Periodico locale "La Rivendicazione". Dal 1910 al 1926 fu segretario della Congregazione di Carità e amministratore del locale ospedale; costretto a dimettersi dai fascisti, esercitò a Città di Castello la professione di avvocato, continuando tuttavia la sua attività politica, attraverso la collaborazione con varie riviste a carattere nazionale.
Legale della locale Fattoria Autonoma Tabacchi e delle tipografie di Città di Castello, impresse un grande sviluppo all'economia locale. Dopo la guerra, nel 1946, fu candidato all'Assemblea Costituente. Rientrato nel Partito Socialista, vi militò fino alla morte. Il figlio, Stelio Pierangeli, anche lui avvocato, guidò durante la resistenza la 1ª Brigata Proletaria d'Urto "San Faustino" dando luogo alla "zona libera" di Pietralunga.
Massone, fu membro della loggia Undici settembre 1860 di Città di Castello, lasciò la Massoneria dopo il congresso socialista di Ancona del 1914, che decretò l'incompatibilità fra l'appartenenza al partito e alla Massoneria.

## Opere
Oltre alla collaborazione a La Rivendicazione, periodico socialista fondato a Città di Castello nel 1902, bisogna ricordare la sua partecipazione a Il Dovere, periodico locale del periodo della prima guerra mondiale, la fondazione della Casa Editrice "Il Solco", la partecipazione attiva alla rivista La critica politica fondata dall'uomo politico repubblicano Oliviero Zuccarini. Spesso i suoi scritti erano firmati con lo pseudonimo di Feuerbach.